# 2 Wołyńska Dywizja Strzelców
2 Wołyńska Dywizja Strzelców (ukr. 2-га Волинська стрілецька дивізія) – dywizja wchodząca w skład Armii Ukraińskiej, biorąca udział w wojnie polsko-bolszewickiej jako sojusznik Wojska Polskiego.

## Formowanie i zmiany organizacyjne
Dywizja powstała z rozbitej i zreorganizowanej Grupy Wołyńskiej. Żołnierze 1 Dywizji Północnej utworzyli 1 zbiorczy pułk piechoty, 2 Dywizja „Sicz Zaporoska" dała początek  2 zbiorczemu pułkowi piechoty,  4 Szara Dywizja – 4 zbiorczemu pułkowi piechoty. Artyleria grupy utworzyła Brygadę artylerii. W skład zreorganizowanej dywizji weszły też 2 Perjasławski pułk kawalerii i samodzielny dywizjon kawalerii.

## Struktura organizacyjna
Według raportu z 22 maja 1920 roku dywizja miała następujący skład:
- 1 Brygada Strzelców (3 kurenie po 100 żołnierzy);
- 2 Brygada Strzelców (2 kurenie po 120 żołnierzy);
- dwa pułki jazdy, każdy po 4 sotnie liczące przeciętnie po 50–60 żołnierzy;
- cztery karabiny maszynowe;
- jedno działo;
- dywizjon artylerii (4 działa)[3].

## Żołnierze oddziału
| Dowództwo jednostki            |                        |       |
| Stopień, imię i nazwisko       | Okres pełnienia służby | Uwagi |
| Dowódca dywizji                |                        |       |
| gen. chor. Ołeksandr Zahrodski | podczas całej wojny    |       |
| Zastępcy dowódcy dywizji       |                        |       |
| płk Naum Nykoniw               | do 27 IX               |       |
| gen. chor. Wołodymyr Hałkin    | 3 lX – koniec wojny    |       |
| Szefowie sztabu                |                        |       |
| sot. Ołeksandr Wołosewycz      | do 19 IX               |       |
| gen. chor. Jewhen Hamczenko    | 19 IX – koniec wojny   |       |